# Aussie Elliott
Aussie Elliott (* 1914 in Oklahoma; † 3. Februar 1934 bei Sapulpa, Oklahoma) war ein US-amerikanischer Krimineller, der während der Zeit der Prohibition, der Great Depression und der Dust Bowl in den Kreisen der meistgesuchten Verbrecher verkehrte.

## Leben
Über seine Jugend ist wenig bekannt. Elliott wurde 1932 im Alter von nur 18 Jahren wegen Bankraubes verurteilt und in der Oklahoma State Penitentiary in McAlester inhaftiert. Ihm gelang allerdings am 14. August gleichen Jahres die Flucht. Bald darauf schloss er sich George Birdwell (1894–1932) und Pretty Boy Floyd an, die damals bereits seit eineinhalb Jahren durch zahlreiche Banküberfälle und Schießereien in Oklahoma für Angst und Schrecken sorgten.  
Am 1. November überfielen die drei das Geldinstitut von Sallisaw und erbeuteten dabei 2.530 US-Dollar und am 7. November erbrachte ihnen ein Überfall auf die Bank in Marlow sogar 5.500 $. Ein Raub in Henryetta am selben Tag mit 11.352 $ an gestohlenem Geld wird heutzutage eher Ford Bradshaw (1908–1934) zugeschrieben. Elliott, Birdwell und Floyd wurden zwar angeblich von Zeugen erkannt und auch der Stil des Raubzuges soll an Floyds Methoden erinnert haben, dennoch konzentrierten sich Polizei und Presse auf Bradshaw als Schuldigen. Die zeitliche Nähe und geographische Entfernung lassen es zudem nicht zu, dass beide Verbrechen von ein und derselben Bande verübt worden sein können.
Zusammen mit seinen neuen Komplizen Adam Richetti (1909–1938) und Edgar Dunbar raubte Elliott am 12. Januar 1933 eine Bank in Ash Grove (Missouri) aus, die Beute waren 3.000 $. Das Trio tauchte anschließend bei Richettis Bruder in Bolivar im selben Bundesstaat unter. Vier Monate später wurde Elliott am 14. Mai im Creek County in Oklahoma festgenommen, am 28. Oktober konnte er jedoch erneut ausbrechen. Trotz einer großangelegten Polizeifahndung weigerte er sich in der Folge, Oklahoma zu verlassen. Nachdem die Polizei ihn und seine zwei ebenfalls kriminellen Bekannten Raymond Moore und Eldon Wilson in die Enge getrieben hatte, kam es am 3. Februar 1934 nahe Sapulpa zu einem Schusswechsel. Dabei starben alle drei Verbrecher sowie Sapulpas Polizeichef Tom Brumley und der Streifenpolizist Charles Lloyd.